# Aleksandrowka (rejon iłowliński)
Aleksandrowka (ros. Александровка) – wieś (sieło) w Rosji, w obwodzie wołgogradzkim, w rejonie iłowlińskim. W 2010 liczyła 855 mieszkańców.